# Louis de Marolles
Pour les articles homonymes, voir Marolles.
Louis Roger Gérard de Marolles (5 mai 1851 - 23 avril 1941) est un amiral français qui combattit lors de la guerre franco-chinoise et de la Première Guerre mondiale.

## Biographie
Louis Roger Gérard de Marolles naquit le 5 mai 1851 à Notre-Dame-d'Oé et intégra la Marine en 1866. Affecté au Levant, il devint enseigne de vaisseau en août 1871 et servit sur la Jeanne d'Arc en Méditerranée, avant de rejoindre le d'Estaing en 1873 aux Antilles et à Terre-Neuve. Il servit en 1876 au bataillon de fusiliers-marins de Lorient et suivit les cours de l'École de tir de Châlons. Promu lieutenant de vaisseau en octobre 1879, il servait sur le Souverain en 1880, un bâtiment école de canonnage avant de rejoindre le Fulminant. Il fut affecté en Cochinchine en octobre 1881 puis prit le commandement de l’Antilope pendant la guerre franco-chinoise ; il fut en mission à Hué en mars 1882 puis lors de la prise de Hanoï le 24 mars, durant laquelle il se distingua. Il fut aux côtés du commandant Henri Rivière au combat de Nam Dinh puis d'Hanoï les 26 au 28 mars 1883 ; il était encore à ses côtés le 19 mai lorsque Rivière fut tué. Il commanda ensuite la canonnière Hache.
De retour en France en 1884-85, il fut affecté à la préfecture maritime de Cherbourg, avant de repartir au Tonkin comme commandant du Vipère.
En France à partir de 1886, il commandait le Lévrier et fut chargé de mission en Mer Noire et à Constantinople en 1895 ; breveté torpilleur à Toulon en 1889, il prit le commandement d'un groupe de torpilleurs en 1897. Le 29 octobre 1898, il commandait le croiseur D'Entrecasteaux lors de sa phase d'essais puis le convoyait jusqu'en Asie pour prendre part à la campagne de l'escadre internationale en Chine. En 1902, il fut nommé commandant du croiseur cuirassé Marseillaise en Mer du Nord, puis en 1906 de la division navale en Indochine. Entretemps, il fut promu contre-amiral en décembre 1904. Il fut le préfet maritime de Brest en 1909 puis en 1911, avant de commander la 3e escadre de Méditerranée (pavillon sur le Bouvet) et ensuite la 2e en 1913 (pavillon sur la Patrie). En 1912, il est élevé au rang de grand officier de la Légion d'honneur. Il fut le préfet maritime de Toulon en 1914 avant de devenir le responsable de la logistique pour les opérations aux Dardanelles.
Il quitta le service actif en mars 1916.
Marié à Marie-Madeleine de Nettancourt-Vaubecourt, il eut cinq enfants : Louis de Marolles, chef de bataillon au 150e régiment d'infanterie (mort au combat le 16 avril 1917), Jacques de Marolles, aspirant au 6e régiment d'infanterie, sous-officier (mort au combat le 2 janvier 1917), Marguerite de Marolles (veuve en premières noces du commandant sous-marinier Roland Morillot mort au combat en 1915, puis épouse en secondes noces de Ferdinand de Larminat), Gabrielle (morte en 1915 au chevet des malades des hôpitaux de la marine de Toulon) et Jacqueline.
Il mourut au château de Salles le 23 avril 1941.

## Distinctions
- Grand officier de la Légion d'honneur (24 juillet 1912)[4]
- Médaille coloniale
- Médaille commémorative de l'expédition de Chine (1901)

## Publication
- La dernière campagne du commandant Rivière, Paris, Plon, 1932